# پاپونیا
پاپونیا (به انگلیسی: Papunya) شهرکی واقع در ایالت قلمرو شمالی در استرالیاست. این شهرک در ۲۴۰ کیلومتری (۱۴۹ مایلی) شمال غربی آلیس اسپرینگز واقع شده است.